# Khamlillal Shah
Khamlillal Shah (13 ottobre 1920 – Bombay, maggio 1989) è stato un nuotatore e pallanuotista indiano.

## Biografia
Ha rappresentato l'India ai Giochi olimpici estivi di Londra 1948, gareggiando nei 100 metri dorso.
Quattro anni più tardi, ha disputato i Giochi olimpici di Helsinki 1952, prendendo parte ai 100 metri dorso e al torneo di pallanuoto.
Ai Giochi asiatici del 1951 ha vinto 1 argento nei 100m dorso, 1 bronzo nella staffetta 3x100 mista, ed 1 oro nella pallanuoto.